# 瓦利耶尔河
瓦利耶尔河（法語：Vallière，法語發音：[valjɛʁ]）是法國的河流，位於該國東部，屬於索爾南河的右支流，河道全長50.8公里，流域面積250平方公里，平均流量每秒5立方米，發源自勒维尼，河口處在卢昂之間。

## 外部連結
- http://www.geoportail.fr （页面存档备份，存于）
- Sandre数据库中的瓦利耶尔河